# Haargurke
Die Haargurke (Sicyos angulatus) ist eine Pflanzenart aus der Familie der Kürbisgewächse (Cucurbitaceae), die im mittleren bis östlichen Nordamerika beheimatet ist.

## Beschreibung

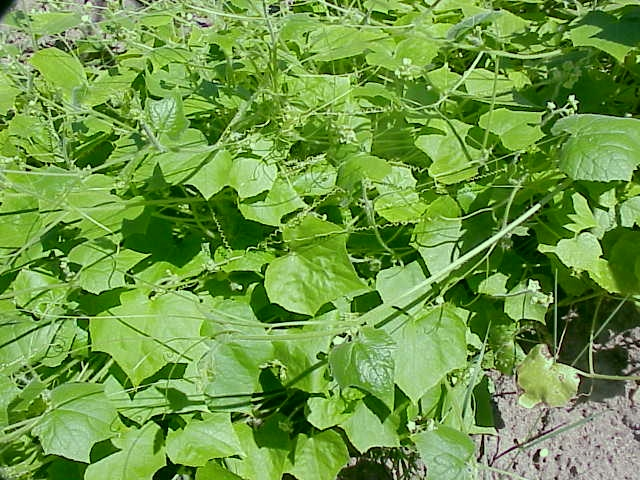
Habitat der Haargurke

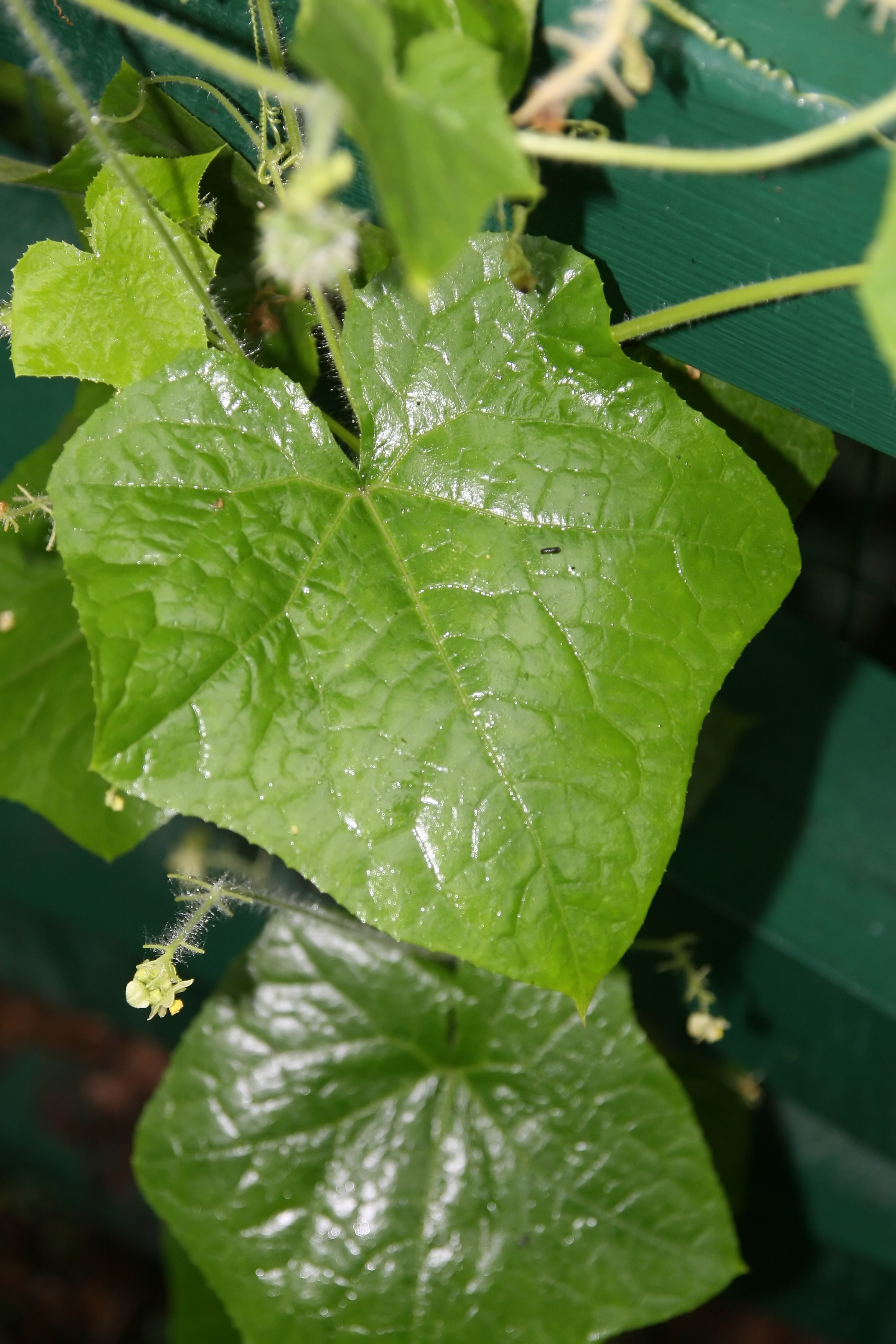
Laubblatt

Die Haargurke wächst als einjährige Kletterpflanze. Die Pflanze ist ein Therophyt, der Matten bildet oder mit Hilfe von meist dreiteiligen Ranken klettert. Sie produziert lange und verzweigte  Stängel, die über Sträucher und Zäune klettern oder über den Boden kriechen. Die Stängel sind borstig behaart, blassgrün und rippig.
Die wechselständigen, einfachen und gestielten Laubblätter sind 3–5fach gelappt oder grob gezähnt. Sie können einen Durchmesser von 15–25 cm erreichen. Sie sind herzförmig und am Rand fein gezähnt. Die Lappen oder Zähne sind meist rundspitzig bis spitz oder stumpf. Die Oberseite der Blattspreite ist gewöhnlich kahl und die Unterseite ist fein behaart, besonders auf den Adern. Der Blattstiel ist dick und leicht behaart und etwa bis 10–13 cm lang.
Die Haargurke ist einhäusig monözisch. Die grün-weißlichen und eingeschlechtlichen, gestielten Blüten sind fünfzählig mit doppelter Blütenhülle. Die Blüten erscheinen achselständig. Die männlichen, etwa 1 Zentimeter breiten Blüten stehen in langstieligen Trauben. Die etwa halb so großen, kleineren weiblichen Blüten stehen meist in kürzer gestielten und dichten zymösen Gruppen, Büscheln, Köpfchen. Es können auch gemischte, traubige Blütenstände vorkommen. Jede kleine Blüte besitzt einen kleinen, behaarten Kelch mit fünf spitzen Zähnen, eine weißliche, grün-nervigen Blumenkrone mit fünf Lappen. Die Staubblätter der männlichen Blüten sind synandrisch verwachsen. Der einkammerige Fruchtknoten der weiblichen Blüten ist unterständig, mit einem Griffel und dreiteiliger Narbe. Es sind Nektarien, zumindest bei den männlichen Blüten, vorhanden.
Die kleinen, feinstacheligen und nicht öffnenden, eiförmigem Früchte, Beeren sind einsamig. Die Frucht ist etwa 1,2–1,4 cm lang, anfangs grün, wird aber später braun. Der knochige, dunkelbraune, abgeflachte und glatte Samen ist groß sowie elliptisch bis eiförmig. Die Früchte werden von Tieren verbreitet, die mit ihrer stacheligen Oberfläche in Kontakt kommen.

## Ökologie
Hummeln und Honigbienen sowie verschiedene Fliegen und Wespen werden von dem durch die Blüten produzierten Nektar angezogen. Einige Bienen sammeln auch Pollen von den männlichen Blüten. Die Käfer Anasa armigera und Anasa repetita ernähren sich von der Pflanze. Pflanzenfressende Säugetiere scheinen die Pflanze zu meiden.
Die Haargurke wurde als Zierpflanze in Südeuropa kultiviert und breitete sich in der Folge in der Natur invasiv aus. Dabei verdrängt sie einheimische Pflanzen. Es sind massive Überwucherung möglich. In der Schweiz wurde sie daher in die Schwarze Liste der invasiven Neophyten aufgenommen.

## Filme
- Hans Gradmann: Bewegungen der Rankenpflanze Sicyos angulatus (Cucurbitaceae) – Aufnahmen aus den Jahren 1925 und 1926. Göttingen: IWF 1981, online bei TIB AV-Portal, 3:29 Min.